# Гостиня
Гостиня (болг. Гостиня) — село в Болгарии. Находится в Ловечской области, входит в общину Ловеч. Население составляет 181 человек.

## Политическая ситуация
Гостиня подчиняется непосредственно общине и не имеет своего кмета.
Кмет (мэр) общины Ловеч — Минчо Стойков Казанджиев (Болгарская социалистическая партия (БСП)) по результатам выборов.